# Hajdučica
Hajdučica (eslovaco: Hajdušica; serbocroata cirílico: Хајдучица) es un pueblo de Serbia perteneciente al municipio de Plandište en el distrito de Banato del Sur de la provincia autónoma de Voivodina.
En 2011 tenía 1150 habitantes, de los cuales dos quintas partes son étnicamente eslovacos y un tercio serbios. El resto de la población se reparte entre pequeñas minorías, destacando entre ellas los magiares y los eslavos macedonios.
Se conoce la existencia de una localidad aquí desde 1405, cuando se menciona la existencia de una aldea llamada "Herčekios", que quedó despoblada en el período otomano. El actual pueblo fue fundado a principios del siglo XIX como una finca de campo para colonos eslovacos y magiares, a los que en las décadas posteriores se añadieron alemanes, búlgaros, rumanos y serbios. Su posición fronteriza a las afueras del Imperio Habsburgo hizo que tuviera muchos cambios de población a lo largo del siglo. Su actual composición étnica se definió a mediados del siglo XX cuando, como consecuencia de la expulsión de alemanes tras la Segunda Guerra Mundial, la localidad fue repoblada por personas procedentes de la RS de Macedonia y de las regiones serbias próximas a Macedonia.
Se ubica unos 10 km al oeste de Plandište, sobre la carretera 18 que lleva a Zrenjanin.